# Mausu Promotion
La Mausu Promotion (株式会社 マウスプロモーション?, Kabushiki-gaisha Mausu Puromōshon), precedente conosciuta come Ezaki Productions, è una agenzia giapponese che rappresenta numerosi doppiatori.

## Membri

### Donne
- Kiyomi Asai
- Ruri Asano
- Katsuyo Endō
- Yūki Hamano
- Yasuko Hatori
- Kyōko Hikami
- Masayo Hosono
- Yumiko Iwamoto
- Yoshiko Kamei
- Ayumi Kida
- Eriko Kigawa
- Kei Kobayashi
- Naoko Kōda
- Ema Kogure
- Sachiko Kojima
- Yayoi Kuroda
- Yuki Masuda
- Chie Matsūra
- Kaori Mine
- Maki Mizuma
- Makiko Nabei
- Yayoi Nakazawa
- Yōko Nishino
- Mari Okamoto
- Akemi Okamura
- Kazumi Okushima
- Ryōko Ono
- Ikue Ōtani
- Sayuri Sadaoki
- Eri Saitō
- Shō Saitō
- Miyuki Sawashiro
- Saori Seto
- Yōko Sōmi
- Keiko Sonobe
- Nao Takamori
- Atsuko Tanaka
- Ikuko Tani
- Asuka Tanii
- Risa Tsubaki
- Makoto Tsumura

### Uomini
- Yōsuke Akimoto
- Kazuhiro Anzai
- Ryūsaku Chiziwa
- Daisuke Egawa
- Daisuke Endō
- Shinya Fukumatsu
- Yoshimasa Hosoya
- Takanobu Hozumi
- Atsushi Imaruoka
- Mitsuhiro Ichiki
- Yūichi Ishigami
- Makoto Ishii
- Yasayuki Kase
- Masayuki Katō
- Hiromichi Kogami
- Taidō Kushida
- Naomi Kusumi
- Toshiaki Kuwahara
- Kenji Hamada
- Junpei Morita
- Yōsuke Naka
- Toshihiro Nakamura
- Rokurō Naya
- Mitsuru Ogata
- Tōru Ōkawa
- Tamio Ōki
- Keiji Okuda
- Daisuke Ono
- Takashi Onozuka
- Jun Ōsuka
- Akio Ōtsuka
- Shūhei Sakaguchi
- Yūdai Satō
- Eiji Sekiguchi
- Tarusuke Shingaki
- Osamu Sonoe
- Masaki Terasoma
- Masaaki Tsukada
- Yōji Ueda
- Takahiro Yoshino

## Ex-membri

### Donne
- Mie Kataoka
- Kaho Kōda (passata alla 81 Produce)
- Akiko Koike (passata alla Arts Vision)
- Kikuko Inoue (passata alla Office Anemone)
- Takako Kodama
- Reiko Kondō (deceduta)
- Natsuki Mori (passata alla Arts Vision)
- Mai Nagasako (ritirata)
- Tomo Shigematsu (passata alla Media Force)
- Yukiko Tagami (ritirata)
- Narumi Tsunoda
- Kazuko Yanaga (passata alla 81 Produce)
- Hikari Yono (passata alla B-Box)

### Uomini
- Masashi Amenomori (deceduto)
- Makoto Aoki (passato alla Kenyū Office)
- Naoki Bandō (passato alla Riberuta)
- Junji Chiba (deceduto)
- Daisuke Gōri (deceduto)
- Mitsuaki Hoshino (passato alla Arts Vision)
- Akira Ishida (adesso freelance)
- Yasuo Iwata (deceduto)
- Shōto Kashii (passato alla 81 Produce)
- Masayuki Katō (deceduto)
- Yūji Kishi
- Kōichi Kitamura (deceduto)
- Takaya Kuroda (passato alla Water Orion)
- Mitsuaki Madono (passato alla Aoni Production)
- Toshitaka Shimizu (deceduto)
- Masakazu Suzuki (passato alla Aksent)
- Akimitsu Takase (passato alla Aksent)
- Hideyuki Tanaka (passato alla Aoni Production)
- Tomohiro Tsuboi
- Hideo Watanabe (passato alla Riberuta)
- Naoki Yagani (passato alla Free March)
- Hiroyuki Yokō (passato alla Production Baobab)